# ダニエル・クーパー
ダニエル・クーパー（Daniel W. Cooper、1986年11月6日 - ）は、アメリカ合衆国・カリフォルニア州ニューポートビーチ出身の野球選手。ポジションは、投手。スーフォールズ・ファイティングフェザンツに所属。

## 経歴
2009年のMLBドラフトで南カリフォルニア大学から21巡目でシアトル・マリナーズに入団。
2012年は、独立リーグのスーフォールズ・ファイティングフェザンツでプレーする。また、第3回WBC予選のイギリス代表にも選ばれた。
2014年シーズンにオーストラリアン・ベースボールリーグのブリスベン・バンディッツに所属。1シーズンで退団した。